# Abejar
Abejar es un municipio y localidad española de la provincia de Soria, en la comunidad autónoma de Castilla y León. El término municipal, ubicado en la comarca de Pinares y el partido judicial de Soria, tiene una población de 386 habitantes (INE 2024). La villa es denominada como "La Puerta de Pinares" ya que abre paso a los pinares de Urbión y la cuenca inicial del Duero. 

## Geografía
El municipio tiene un área de 23,43 km². Integrado en la comarca de Pinares, se sitúa a 28 km de Soria. El término municipal está atravesado por la carretera nacional N-234, entre los pK 375 y 381, además de por la carretera autonómica CL-117, que conecta con Molinos de Duero, y por la carretera provincial SO-910, que se dirige hacia Calatañazor.
| Noroeste: Cabrejas del Pinar | Norte: Soria (exclave) | Nordeste: Cidones            |
| Oeste: Cabrejas del Pinar    |                        | Este: Cidones y Villaciervos |
| Suroeste: Cabrejas del Pinar | Sur: Calatañazor       | Sureste: Calatañazor         |

 Desde el punto de vista jerárquico de la Iglesia católica forma parte de la Diócesis de Osma-Soria la cual es sufragánea de la Archidiócesis de Burgos.

### Relieve
El relieve del municipio está definido por una zona elevada al norte que supera los 1200 m de altitud y donde se sitúa el Alto de la Negraela, un pequeño valle formado por el arroyo Herrerías y la sierra de Cabrejas al sur. En su término se encuentra el Lugar de Interés Comunitario conocido como Sabinares sierra de Cabrejas. La altitud oscila entre los 1338 m al sur (La Atalaya) y los 1090 m al norte, a orillas del arroyo Herrerías. El pueblo se alza a 1138 m sobre el nivel del mar. 

## Demografía
Cuenta con una población de 386 habitantes (INE 2024).
| Gráfica de evolución demográfica de Abejar entre 1842 y 2021                                                          |
| |
| Población de derecho según los censos de población del INE. Población de hecho según los censos de población del INE. |

## Economía
Este pueblo se dedica a la industria maderera y la alimentaria, principalmente. Cuenta con potencialidades turísticas: el Camino de Santiago de Soria, también llamado castellano-aragonés, pasa por la localidad. 
Asimismo está dotada de infraestructura turística, con un amplio catálogo de alojamientos rurales y un Hotel de 3 estrellas.
Otro impulso económico es el desarrollo de la industria dedicada a la micología, con varias empresas de la localidad dedicadas a este sector, y con gran afluencia de visitantes durante la época de recolección en sus espectaculares bosques. y pinares. Anualmente, durante los meses de febrero y marzo, se desarrolla la Feria de la Trufa de Soria de Abejar, con un día dedicado a presentar empresas del sector y cursos y coloquios acerca de la trufa. También se realizan jornadas gastronómicas con menús elaborados con dicho ingrediente y presentados por los restaurantes del lugar.

#### Evolución de la deuda viva
El concepto de deuda viva contempla sólo las deudas con cajas y bancos relativas a créditos financieros, valores de renta fija y préstamos o créditos transferidos a terceros, excluyéndose, por tanto, la deuda comercial.
| Gráfica de evolución de la deuda viva del ayuntamiento entre 2008 y 2014                             |
| |
| Deuda viva del ayuntamiento en miles de Euros según datos del Ministerio de Hacienda y Ad. Públicas. |

La deuda viva municipal por habitante en 2014 ascendía a 1813,38 €.

## Monumentos y lugares de interés
- Iglesia parroquial de San Juan Bautista: Gótica, de los siglos XVI-XVII.
- Ermita de Ntra. Sra. del Camino, del siglo XVIII.
- Ruinas de una torre o atalaya morisca: Conserva unos 3 m de su altura original. El muro es de 1 m de espesor, y su interior tiene un diámetro de 3,5 m. Se accede al interior por la base. Está construida en mampostería.
- Cañada Real Soriana Occidental: Un ramal de esta importante vía pecuaria en el siglo XVIII atraviesa de norte a sur el término municipal.
- Mirador de la Atalaya, desde donde se pueden contemplar las sierras de Urbión y Cebollera.
- Museo del Ciclismo.

## Fiestas
- Fiestas de las Candelas y San Blas, se celebran el 2 y 3 de febrero.
- El Carnaval de La Barrosa, se celebra desde 2019 en sábado (hasta esa fecha se celebraba el Martes de carnaval).
- Fiesta de San Juan Bautista, el 24 de junio.
- Fiestas de La Virgen y San Roque, dedicada a la patrona del pueblo, la Virgen del Camino, se celebran del 14 al 17 de agosto.